# Enríquez de Valderrábano
Enríquez de Valderrábano (* um 1500 wahrscheinlich in Peñaranda de Duero, möglicherweise in Peñacerrada bei Vitoria-Gasteiz; † nach 1557 in Spanien) war ein spanischer Vihuelist und Komponist der Renaissance. Er gab 1547 ein siebenbändiges Werk mit Kompositionen für die Vihuela heraus.

## Leben und Wirken
Über das Leben von Enríquez de Valderrábano konnte die musikhistorische Forschung (die ausführlichen Nachforschungen des Vihuelaforschers Emilio Pujol eingeschlossen) nur wenige Einzelheiten ermitteln. Weder der Tag seiner Geburt noch der seines Todes sind genau bekannt, sein Geburtsort steht nicht sicher fest und der Ort seines Ablebens ist gänzlich unbekannt. François-Joseph Fétis gibt in seiner Biographie Universelle als Geburtsort „Penacerrada“ an. In seinem Hauptwerk Libro de Música … Silva de sirenas nennt er sich im Widmungstext einen Bewohner der Stadt Peñaranda de Duero in der Provinz Burgos. Dies war die Residenzstadt des vierten Herzogs von Miranda del Castañar, Francisco de Zúñiga, dem auch dieses Werk gewidmet war. Auf Grund dieser Angabe vermutet der Komponist Juan Bermudo im Jahr 1555, dass Valderrábano im Dienst des Herzogs stand; dafür gibt es aber keine Belege. Sowohl Bermudo als auch der Enzyklopädist Cristóbal Suárez de Figueroa (1571–nach 1644) (1615) haben Valderrábano als einen der führenden Vihuelaspieler seiner Zeit bezeichnet. Nach 1557 sind über ihn keine Informationen mehr vorhanden.

## Bedeutung
Valderrábanos Hauptwerk besitzt unter den zeitgenössischen Veröffentlichungen von Musik für Vihuela einen hervorgehobenen Rang. Soweit in den sieben Büchern dieses Werks Originalkompositionen von ihm selbst enthalten sind, zeichnen sich diese durch einen sehr individuellen Stil aus und durch den Gebrauch einer frei entwickelten, übergangslosen und nicht imitativen Kontrapunktik. Zu seinen bekanntesten Stücken gehören zwei Sonetos. Seine kompositorisch anspruchsvollsten Stücke in seinem 1547 erschienenen Hauptwerk sind die 33 enthaltenen Fantasien (davon 19 Parodien auf Lautenwerke von Francesco da Milano), die Duette für 2 Vihuelas und die Variationszyklen. Letztere beruhen auf den Typen Pavana (ähnlich der Folia), Pavana real, Guárdame las vacas (Romanesca) und Conde claros und werden mit einem Improvisationssatz beendet, in welchem eine zweite Vihuela eine einfach gehaltene Begleitung ausführt. Bemerkenswert sind die Duo-Stücke, denn es handelt sich um die einzigen bekannten Tabulaturen für zwei Vihuelas. Eine Stimme ist jeweils kopfstehend gedruckt, so dass die Noten von gegenüberliegenden Tischseiten aus gelesen werden können.

## Werke

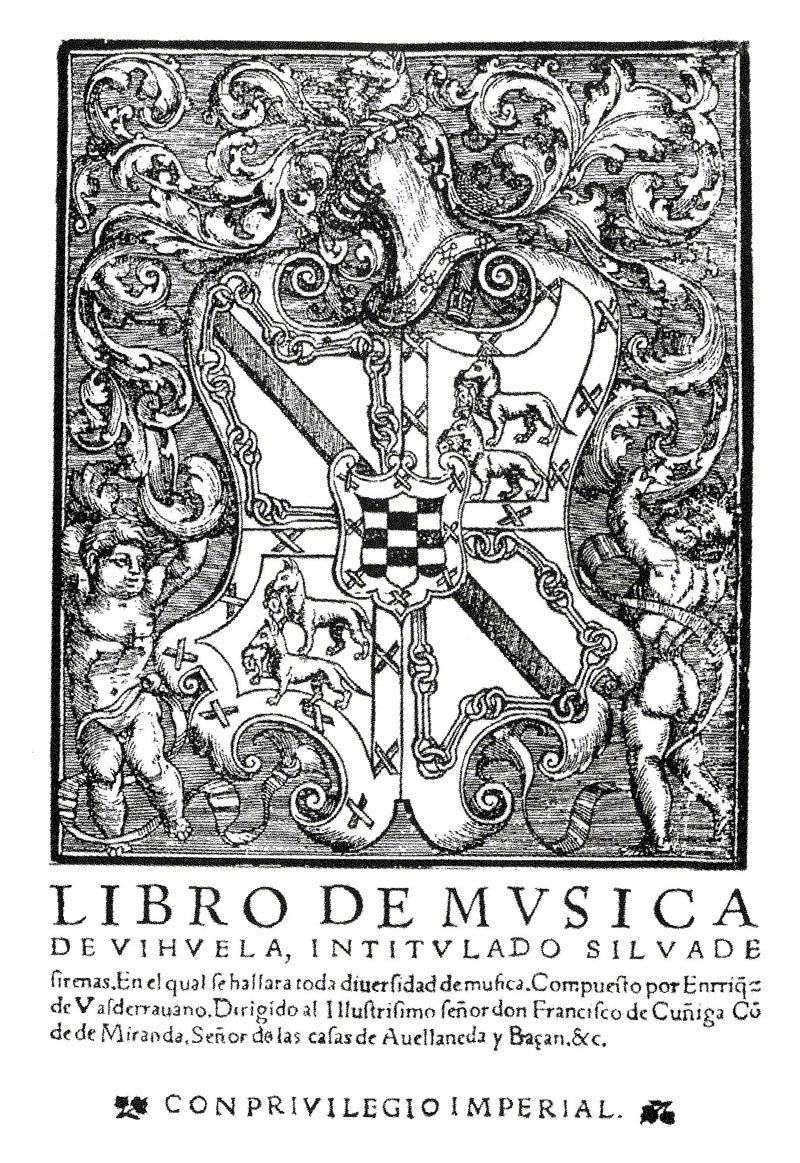
Valderrábanos Hauptwerk Libro de Música Silva de Sirenas

- Libro de Música de Vihuela, intitulado Silva de Sirenas („Buch der Musik für Vihuela, betitelt Wald der Sirenen“; genannt auch Libro llamado Silva de sirenas), Valladolid 1547, in sieben Büchern, die nach Schwierigkeitsgrad gestaffelt sind[8] mit insgesamt 171 Kompositionen. Ausgabe: Emilio Pujol, Barcelona 1965, Reprint Genf 1981 (Monumentos de la música española Band 22 und 23). Zu Beginn enthält das Werk 3 Seiten mit theoretischen Erläuterungen.
  - Buch 1: Werke für Solo-Vihuela
  - Buch 2: Arrangements, die solistisch oder als begleitete Lieder für Tenor oder Bass gespielt werden können, Text in lateinischer, kastilischer und italienischer Sprache
  - Buch 3: Arrangements, die vom Vihuelaspieler im Falsett gesungen werden sollen; hier ist der Part für die Singstimme auf einem separaten Notensystem notiert
  - Buch 4: 16 Duette für zwei Vihuelas.[9]
  - Buch 5: Werke für Solo-Vihuela
  - Buch 6: Werke für Solo-Vihuela
  - Buch 7: Werke für Solo-Vihuela

Am Anfang eines jeden Stücks dieser Sammlung gibt Valderrábano den jeweiligen Schwierigkeitsgrad an und gibt mittels Mensurzeichen einen Hinweis auf die Wahl des richtigen Tempos. Nahezu die Hälfte aller Kompositionen besteht aus Intabulierungen von Messesätzen, Motetten, italienischen Madrigalen, spanischen Villancicos und Romanzen von Jacobus Arcadelt, Loyset Compère, Nicolas Gombert, Lupus Hellinck, Jacquet de Mantua, Josquin, François de Layolle, Cristóbal de Morales, Juan Vásquez, Philippe Verdelot und Adrian Willaert.